# G2-mångfald
En G2-mångfald, även känd som Joyce-mångfald, är en sjudimensionell Riemannmångfald med holonomigrupp som ingår i G2. Gruppen {\displaystyle G_{2}} är en av de fem exceptionella enkla Liegrupperna. Den kan beskrivas som oktonionernas automorfismgrupp, eller motsvarande, som en riktig undergrupp av speciella ortogonalgruppen SO(7) som bevarar en spinor i den åttadimensionella spinorrepresentationen eller slutligen som undergruppen av den allmänna linjära gruppen GL(7) som bevarar den icke degenererade 3-formen {\displaystyle \phi }, den associativa formen. Hodgedubbel, {\displaystyle \psi =*\phi } är då en parallell 4-form, den koassociativa formen. Dessa former är kalibreringar enligt Reese Harvey och H. Blaine Lawson, och definierar därmed speciella klasser av 3- och 4-dimensionella undergrenar.
De används inom strängteorins M-teori för att kompaktifiera de sju extra rumsdimensionerna som finns i denna 11-dimensionella teori. Detta kan jämföras med hur Calabi-Yau-mångfalder används på de 10-dimensionella supersträngteorierna.

## Egenskaper
Alla {\displaystyle G_{2}}-mångfalder är 7-dimensionella, Ricci-platta, orienterbara spinnfördelare. Dessutom har varje kompakt mångfald med holonomi lika med {\displaystyle G_{2}} en ändlig grundläggande grupp, första Pontryaginklassen skild från noll och tredje och fjärde Betti-nummer skild från noll. 

## Historik
Faktumet att {\displaystyle G_{2}} kan möjligen vara holonomigruppen av vissa Riemannska 7-mångfalder föreslogs först av 1955 års klassificeringssats av Marcel Berger, och detta bekräftades av det förenklade bevis som senare gavs av Jim Simons 1962. Även om inte ett enda exempel på en sådan mångfald ändå hade upptäckts, gav Edmond Bonan inte desto mindre ett användbart bidrag genom att visa att, om en sådan mångfald faktiskt existerade, skulle den bära både en parallell 3-form och en parallell 4-form, och att den nödvändigtvis skulle vara Ricci-platt.
De första lokala exemplen på 7-mångfalder med holonomi {\displaystyle G_{2}} konstruerades slutligen runt 1984 av Robert Bryant, och hans fullständiga bevis på deras existens dök upp i Annals 1987. Därefter konstruerades kompletta (men fortfarande icke-kompakta) 7-mångfalder med holonomi {\displaystyle G_{2}} av Bryant och Simon Salamon 1989. De första kompakta 7-mångfalderna med {\displaystyle G_{2}} holonomi konstruerades av Dominic Joyce 1994. Kompakt mångfald är därför ibland kända som "Joyce mångfald", särskilt i fysiklitteraturen. Under 2013 visades det av M. Firat Arikan, Hyunjoo Cho och Sema Salur att varje mångfald med en spinnstruktur, och därmed en {\displaystyle G_{2}}-struktur, medger en kompatibel nästan kontaktmetrisk struktur, och en explicit kompatibel nästan kontaktstruktur konstruerades för mångfalder med {\displaystyle G_{2}}-struktur.  I samma rapport visades det att vissa klasser av {\displaystyle G_{2}}-förgreningar medger en kontaktstruktur. 
Under 2015 kombinerade en ny konstruktion av kompakt {\displaystyle G_{2}}-mångfald, framtagen av Alessio Corti, Mark Haskins, Johannes Nordstrőm och Tommaso Pacini, en limningsidé som föreslagits av Simon Donaldson med nya algebro-geometriska och analytiska tekniker för att konstruera Calabi-Yau-mångfald med cylindriska ändar, vilket resulterade i tiotusentals diffeomorfiska typer av nya exempel.

## Kopplingar till fysik
Dessa mångfalder är viktiga i strängteorin. De bryter den ursprungliga supersymmetrin till 1/8 av den ursprungliga mängden. Till exempel leder M-teori kompakterad på en {\displaystyle G_{2}}-mångfald till en realistisk fyrdimensionell (11-7=4) teori med N=1 supersymmetri. Den resulterande lågenergieffektiva supergravitationen innehåller en enda supergravitationersupermultiplett, ett antal Kirala supermultipletter lika med det tredje Betti-talet genomsnittlig {\displaystyle G_{2}}-mångfald och ett antal U(1) vektorsupermultipletter lika med det andra Betti-talet. Nyligen visade det sig att nästan kontaktstrukturer (konstruerade av Sema Salur et al.) spelar en viktig roll i {\displaystyle G_{2}}-geometri".